# Tad Mosel
Tad Mosel (właściwie George Ault Mosel Jr)(ur. 1 maja 1922 w Steubenville, zm. 24 sierpnia 2008 w Concord) – amerykański dramaturg i scenarzysta, laureat Nagrody Pulitzera. W 1961 otrzymał Nagrodę Pulitzera w dziedzinie dramatu za sztukę All the Way Home. Odegrał ważną rolę w rozwoju telewizji.